# 菜油甾烷醇
菜油甾烷醇（英語：Campestanol，24R-甲基-3β-胆固醇，24R-methyl cholest-3β-ol）是一种天然植物固醇，比菜油甾醇少一个5(6)位置的双键，比菜籽固醇少两个双键，但24-甲基的构象不同。